# Baker Kalbouneh
Baker Kalbouneh (Amán, 14 de agosto de 2003) es un futbolista jordano que juega en la demarcación de delantero para el Al-Faisaly de la Liga Premier de Jordania.

## Selección nacional
Tras jugar en las categorías inferiores de la selección, finalmente hizo su debut con la selección absoluta de Jordania el 27 de enero de 2025 contra Uzbekistán en un partido amistoso que finalizó con un resultado de empate a cero.

## Clubes
| Club            | País     | Año       | Partidos | Goles |
| --------------- | -------- | --------- | -------- | ----- |
| Al Jazira Ammán | Jordania | 2022-2024 |          |       |
| Al-Faisaly      | Jordania | 2024-     |          |       |